# Ganggrab Groß-Stavern 1
Das Ganggrab Groß-Stavern 1 (auch Großsteingrab auf Bruneforths Esch genannt) ist eine Megalithanlage aus der Jungsteinzeit und befindet sich in einem kleinen Gehölz westlich der Mühle von Bruneforth, das zu Groß-Stavern im Landkreis Emsland in Niedersachsen gehört. Es liegt unmittelbar südlich der Straße nach Klein-Stavern. Das Ganggrab der Trichterbecherkultur (TBK) entstand zwischen 3500 und 2800 v. Chr. und trägt die Sprockhoff-Nr. 846. Neolithische Monumente sind Ausdruck der Kultur und Ideologie neolithischer Gesellschaften. Ihre Entstehung und Funktion gelten als Kennzeichen der sozialen Entwicklung. Das Ganggrab ist eine Bauform jungsteinzeitlicher Megalithanlagen, die aus einer Kammer und einem baulich abgesetzten, lateralen Gang besteht. Diese Form ist primär in Dänemark, Deutschland und Skandinavien, sowie vereinzelt in Frankreich und den Niederlanden zu finden. 

## Beschreibung
Die ost-west-orientierte Megalithanlage vom Typ Emsländische Kammer besitzt eine etwa 25 Meter lange Kammer, die sich von der drei Meter breiten Mitte zu beiden Enden hin auf etwa 1,8 Meter verjüngt. Die Anlage besteht aus elf Jochen. Von den ehemals 30 Tragsteinen fehlen vier, von den ursprünglich elf Decksteinen fehlen drei. In der Mitte der Südseite befindet sich ein weit in die Kammer hineinragender, teilweise zerstörter, drei Meter langer und 0,7 Meter breiter Zugang. Die beiden inneren Tragsteine des Ganges stützten in einer nur bei dieser Anlage anzutreffen Weise den wesentlich kürzeren mittleren Deckstein. Heute wird das Großsteingrab von einem alten Baum dominiert, der inmitten der Kammer steht.
H. Bödiker stieß bei Grabungen im Ostteil der Kammer zu Beginn des 19. Jahrhunderts auf Erde und Kieselalgen vermischt mit Scherben. J. H. Müller fand in der Kammer um 1864 die Reste verzierter Urnen, die auf Nachbestattungen in der Anlage weisen. Ein Hünenbett ist für die Anlage ebenso wenig nachzuweisen wie ein deckender Hügel.